# Ligne de tramway 15A
La ligne 15A est une ancienne ligne du réseau du Centre de la Société nationale des chemins de fer vicinaux (SNCV) qui reliait Casteau à Strépy-Bracquegnies.

## Histoire
1936 : attribution de l'indice 15A Casteau Village - Strépy-Bracquegnies Saint-Anne.
Le 30 décembre 1948 la ligne est intégrée au réseau du Centre.
28 août 1955 : suppression.

## Exploitation

### Horaires
Tableaux : 392/2 (1931), numéro partagé avec la ligne 392/1 Casteau - Horrues.